# منتخب البرتغال تحت 20 سنة لاتحاد الرغبي
منتخب البرتغال تحت 20 سنة لاتحاد الرغبي هو ممثل البرتغال الرسمي في المنافسات الدولية في الرغبي تحت 20 سنة .